# Stuston
Stuston är en by och en civil parish i Mid Suffolk i Storbritannien. Den ligger i grevskapet Suffolk och riksdelen England, i den sydöstra delen av landet, 130 km nordost om huvudstaden London. Orten har 170 invånare (2001). Den har en kyrka.